# گورستان کهنه نودی
گورستان کهنه نودی مربوط به دوره ایلخانی -تمیوری است و در شهرستان نمین، بخش مرکزی، روستای خانقاه علیا واقع شده و این اثر در تاریخ ۱۴ مرداد ۱۳۸۲ با شمارهٔ ثبت ۹۴۵۳ به‌عنوان یکی از آثار ملی ایران به ثبت رسیده است.